# Poemas de Edgar Allan Poe
Este artigo lista todos os poemas conhecidos do autor e crítico americano Edgar Allan Poe (19 de janeiro de 1809 - 7 de outubro de 1849), listados em ordem alfabética com a data de sua autoria entre parênteses.

## An Acrostic (1829)
Um poema inédito de 9 linhas, escrito por volta de 1829, para a prima de Poe, Elizabeth Rebecca Herring (o acróstico é o seu primeiro nome, escrito pela primeira letra de cada linha). Nunca foi publicado na vida de Poe. James H. Whitty descobriu o poema e o incluiu em sua antologia de 1911, com o título "From an Album". Também foi publicado em Collected Works of Edgar Allan Poe, de Thomas Ollive Mabbott, em 1969, como "An Acrostic".
O poema menciona "Endymion", possivelmente referindo-se a um poema de 1818 de John Keats com esse nome. O "L. E. L." na terceira linha pode ser Letitia Elizabeth Landon, uma artista inglesa conhecida por assinar seu trabalho com essas iniciais. "Zantippe" na linha quatro é na verdade Xântipe, esposa de Sócrates. A ortografia do nome foi alterada para se ajustar ao acróstico.

## Al Aaraaf (1829)
Este poema é baseado em histórias do Alcorão e conta a vida após a morte no local chamado Al Aaraaf. Poe o incluiu como o principal poema em sua coleção de 1829, Al Aaraaf, Tamerlane and Minor Poems.

## Alone (1829)
"Alone" é um poema de 22 linhas, originalmente escrito em 1829 e deixado sem título e inédito durante a vida de Poe. O manuscrito original foi assinado "E. A. Poe" e datado de 17 de março de 1829. Em fevereiro daquele ano, a mãe adotiva de Poe, Frances Allan, havia morrido. Em setembro de 1875, o poema, que estava em poder de uma família em Baltimore, foi publicado com o título em Scribner's Monthly. O editor, E; L. Didier, também reproduziu um fac-símile do manuscrito, embora ele tenha admitido ter acrescentado a data. O poema agora é frequentemente incluído em antologias.
"Alone" é frequentemente interpretado como autobiográfico, expressando os sentimentos de isolamento e tormento interno do autor. O poeta Daniel Hoffman acreditava que "Alone" era evidência de que "Poe era realmente um homem assombrado". O poema, no entanto, é uma introspectiva sobre a juventude de Poe, escrita quando ele tinha apenas 20 anos.

## Annabel Lee (1849)
O último poema completo escrito por Poe, foi publicado logo após sua morte em 1849. O orador do poema fala sobre um amor perdido, Annabel Lee, e pode ter sido baseado no próprio relacionamento de Poe com sua esposa Virginia, embora isso seja contestado.

## The Bells (1848)
Publicado pela primeira vez após a morte de Poe, "The Bells" é um poema onomatopeico conhecido por sua repetição.

## Beloved Physician (1847)
"The Beloved Physician" foi escrito por volta de abril de 1847 para Mary-Louise Shew, uma enfermeira que também inspirou o poema mais famoso de Poe, "The Bells". O poema tinha originalmente dez estrofes, embora uma versão com nove estrofes tivesse sido supostamente preparada por Poe para publicação . Nunca foi publicado durante a sua vida e agora parece estar perdido. Shew conseguiu se lembrar de um décimo de um poema em uma carta ao editor John W. Ingham em 1875; esses fragmentos foram publicados em 1909 e parecem ser tudo o que resta da peça.

## Bridal Ballad (1837)
Publicado pela primeira vez simplesmente como "Ballad" na edição de janeiro de 1837 do Southern Literary Messenger, mais tarde foi intitulado "Bridal Ballad" quando foi publicado na edição de 31 de julho de 1841 do Saturday Evening Post. O poema é incomum para Poe porque está escrito na voz de uma mulher, especificamente uma noiva recém-casada. Apesar das garantias de que ela é "feliz", o poema tem um tom sombrio ao contar um amor anterior que morreu. Ao se casar, ela quebrou seu voto para com o amante anterior de amá-lo eternamente.
O biógrafo de poe Daniel Hoffman diz que "Bridal Ballad" é culpado de "uma das rimas mais infelizes da poesia americana deste lado de Thomas Holley Chivers". Ele está se referindo ao nome do amante morto da noiva, "D'Elormie", que ele chama de "patentemente uma rima forçada" para "fora de mim" e "diante de mim" nas linhas anteriores. Aldous Huxley fez a mesma observação, chamando a rima de "ridícula" e "terrivelmente vulgar".
O poema é um dos poucos trabalhos de Poe a serem escritos na voz de uma mulher. Veja também o conto humorístico "A Predicament".

## The City in the Sea (1831)
Em sua primeira publicação em 1831, "The City in the Sea" foi publicado como "The Doomed City" antes de ser renomeada em 1845. Apresenta uma morte personificada sentada no trono de uma "cidade estranha".

## The Coliseum (1833)
"The Coliseum" explora Roma como uma glória do passado que ainda existe na imaginação. Poe submeteu o poema a um concurso patrocinado pelo Baltimore Saturday Visiter, que ofereceu um prêmio de 25 dólares ao vencedor. Os juízes escolheram um poema apresentado pelo editor John Hill Hewitt sob o pseudônimo "Henry Wilton". Poe ficou indignado com o que considerou nepotismo; Mais tarde, Hewitt afirmou que os dois tiveram uma briga nas ruas de Baltimore, embora nenhuma evidência comprove o evento.
Apesar da controvérsia, "The Coliseum" foi publicado pelo Visiter em sua edição de 26 de outubro de 1833. Mais tarde, foi incorporado ao drama inacabado de Poe, Politian.
Em uma carta de julho de 1844 ao colega autor James Russell Lowell, Poe colocou "The Coliseum" como um de seus seis melhores poemas.

## The Conqueror Worm (1843)
Publicado pela primeira vez como um poema separado em 1843, "The Conqueror Worm" foi posteriormente incorporado ao texto do conto de Poe, "Ligeia". Os poemas parecem sugerir que toda a vida é um drama sem valor que inevitavelmente leva à morte.

## Deep in Earth (1847)
"Deep in Earth" é um dístico, presumivelmente parte de um poema inacabado que Poe estava escrevendo em 1847. Em janeiro daquele ano, a esposa de Poe, Virginia, morreu de tuberculose em Nova Iorque. Supõe-se que o poema foi inspirado por sua morte. É difícil discernir, no entanto, se Poe pretendia que o poema completo fosse publicado ou se era pessoal.
Poe rabiscou o dístico em uma cópia manuscrita de seu poema "Eulalie". Esse poema parece autobiográfico, referindo-se à sua alegria no casamento. O significado do dístico implica que ele voltou a um estado de solidão semelhante ao antes de seu casamento.

## The Divine Right of Kings (1845)
"The Divine Right of Kings" é atribuído a Edgar Allan Poe, embora não tenha sido totalmente comprovado. Apareceu na Graham's Magazine em outubro de 1845. O "King" do título é Ellen King, possivelmente representando Frances Sargent Osgood, a quem o escritor promete sua devoção. Foi identificado pela primeira vez como Poe's em um artigo em 21 de novembro de 1915, usando a assinatura do poema "P." como evidência.

## A Dream (1827)
"A Dream" é um poema lírico que apareceu pela primeira vez sem título em Tamerlane and Other Poems em 1827. O "sonho de alegria que o narrador partiu" faz com que confunda a diferença entre sonho e realidade. Seu título foi anexado quando foi publicado em Al Aaraaf, Tamerlane, and Minor Poems em 1829.

## A Dream Within a Dream (1849)
"A Dream Within a Dream" foi publicado pela primeira vez em 1849, ano da morte de Poe, e pergunta se toda a vida é realmente um sonho.

## Dream-Land (1844)
Publicado pela primeira vez na edição de junho de 1844 da Graham's Magazine, "Dream-Land" (também chamada "Dreamland") foi o único poema que Poe publicou naquele ano. Foi rapidamente republicado em uma edição de junho de 1845 do Broadway Journal.
Esse poema lírico consiste em cinco estrofes, sendo a primeira e a última quase idênticas. O viajante dos sonhos chega a um lugar além do tempo e do espaço e decide ficar lá. Este lugar é estranho, mas majestoso, com "montanhas caindo cada vez mais em mares sem costa". Mesmo assim, é uma "região pacífica e relaxante" e é um tesouro escondido como El Dorado. O biógrafo de Poe Arthur Hobson Quinn chamou de "uma das melhores criações de [Poe]", com cada frase contribuindo para um efeito: um viajante humano vagando entre a vida e a morte.
A oitava linha do poema é tipicamente empurrada levemente para a esquerda do recuo das outras linhas.

## Eldorado (1848)
Um pequeno poema referenciando o mítico El Dorado. Um viajante pergunta a uma "sombra" onde encontrar a lendária cidade do ouro e é instruído a "cavalgar, cavalgar com ousadia".

## Elizabeth (1829)
Pensa-se que foi escrita em 1829, "Elizabeth" nunca foi publicada na vida de Poe. Foi escrito para sua prima de Baltimore, Elizabeth Rebecca Herring. Poe também escreveu "An Acrostic" para ela, bem como o poema que se tornaria "To F——s S. O——d".

## Enigma (1833)
publicado pela primeira vez na edição de 2 de fevereiro de 1833 do Baltimore Saturday Visiter, "Enigma" é um enigma que sugere 11 autores. A linha dois, por exemplo, faz referência a Homero e o nono se refere a Alexander Pope . Foi assinado apenas com "P.", embora Thomas Ollive Mabbott tenha atribuído o poema a Poe - e resolvido os enigmas. Veja a página em eapoe.org para mais.

## An Enigma (1848)
Um poema enigmático em forma de soneto modificado, "An Enigma", foi publicado em março de 1848 na Union Magazine of Literature and Art sob seu título original original "Sonnet". Seu novo título foi anexado por Rufus Wilmot Griswold. Suas linhas ocultam um anagrama com o nome Sarah Anna Lewis (também conhecido como "Stella"). Lewis era um poeta amador que conheceu Poe logo após a morte de sua esposa Virginia, enquanto ele morava em Fordham, Nova Iorque. O marido de Lewis pagou a Poe 100 dólares para escrever uma resenha do trabalho de Sarah. Essa resenha foi publicada na edição de setembro de 1848 do Southern Literary Messenger. Marie Louise Shew disse mais tarde que Poe chamava Lewis de "uma mulher gorda vestida com elegância". O biógrafo de Poe, Arthur Hobson Quinn, chamou "An Enigma" de "um dos poemas mais fracos de Poe".

## Epigram for Wall Street (1845)
Publicado no New York Evening Mirror em 23 de janeiro de 1845, o poema é geralmente aceito como sendo escrito por Poe, embora tenha sido publicado anonimamente. O título foi negligenciado para capitalizar "street". O poema humorístico de quatro dísticos rimados diz a pessoas experientes interessadas em ganhar riqueza para evitar investimentos e bancos. Em vez disso, sugere que, para dobrar seu dinheiro, basta dobrá-lo ao meio.

## Eulalie (1843)
"Eulalie" foi publicado pela primeira vez em 1845 no American Review: A Whig Journal e trata de um homem que supera sua tristeza ao se casar com a bela Eulalie.

## Evangeline (1848)
"Evangeline" foi incluído no final do ensaio de Poe de 1848 "The Rationale of Verse". Foi publicado pela primeira vez na edição de novembro de 1848 do Southern Literary Messenger.

## Evening Star (1827)
Este poema lírico de Poe foi coletado pela primeira vez em Tamerlane and Other Poems no início da carreira de Poe em 1827. No poema, um observador de estrelas acha que todas as estrelas que vê parecem frias, exceto uma "Estrela da noite orgulhosa", que parece quente com um "fogo distante" que as outras estrelas não têm. O poema foi influenciado pelo poema "While Gazing on the Moon's Light", de Thomas Moore.
O poema não foi incluído na segunda coleção de poemas de Poe, Al Aaraaf, Tamerlane e Minor Poems, e nunca foi republicado durante sua vida.
"Evening Star" foi adaptado pelo compositor Jonathan Adams em seu Three Songs from Edgar Allan Poe em 1993.

## Fairy-Land (1829)
Originalmente intitulado "Heaven", "Fairy-Land" foi escrito enquanto Poe estava na Academia Militar dos Estados Unidos em West Point. Poe ofereceu o poema pela primeira vez a Nathaniel Parker Willis, que escreveu em uma edição da "The Editor's Table" do American Monthly de como ele jogou a submissão no fogo e o assistiu com alegria queimar. No entanto, logo foi publicado na edição de setembro de 1829 do The Yankee and Boston Literary Gazette. O proprietário e editor da revista, John Neal, apresentou o poema e outros de Poe como "absurdo". Ele admitiu, no entanto, que o trabalho mostrou grande promessa ao autor. Sua introdução dizia: "Se E. A. P. de Baltimore — cujas falas sobre 'Heaven', embora ele professe considerá-las como superiores a qualquer coisa em toda a gama da poesia americana, exceto dois ou três ninharias mencionadas, são, embora sem sentido, absurdo bastante requintado — faria a si mesmo justiça, poderia fazer um poema bonito e talvez magnífico. Há muito para justificar essa esperança ". Foi coletado pela primeira vez em Al Aaraaf, Tamerlane and Minor Poems em 1829. Nessa coleção, Poe dedicou "Tamerlane" a Neal.
Robert Pinsky, que detinha o título de poeta laureado dos Estados Unidos de 1997 a 2000, disse que "Fairy-Land" era um de seus poemas favoritos.

## Fanny (1833)
Publicado pela primeira vez no Baltimore Saturday Visiter em 18 de maio de 1833, o poema lamenta a morte de um jovem amor. Ele foi originalmente assinado apenas como "TAMERLANE".

## For Annie (1849)
"For Annie" foi escrito para Nancy L. (Heywood) Richmond (a quem Poe chamou Annie) de Westford, Massachusetts. Richmond era casado com Charles B. Richmond, de Lowell, Massachusetts, e Poe desenvolveu um forte relacionamento platônico, embora complicado, com ela. Foi na fazenda da família de Nancy (Heywood) em Westford, Massachusetts que Poe ficaria, a convite do casal Lowell, enquanto lecionava em Lowell. Foi aqui que o relacionamento se desenvolveu. Ele até escreveu para ela sobre a compra de uma "cabana" em Westford apenas para estar mais perto dela e de sua família. O poema foi publicado pela primeira vez em 28 de abril de 1849 na revista Flag of our Union, que Poe disse ser um "artigo para o qual a grande necessidade me obriga a escrever". Temendo que sua publicação o consignasse "ao túmulo dos Capuletos", ele o enviou a Nathaniel Parker Willis para publicação no Home Journal no mesmo dia que Flag of Our Union. O poema fala sobre uma doença da qual Richmond ajudou Poe a se recuperar. Ele fala sobre "a febre chamada 'Living'" que foi vencida, encerrando seus "gemidos, suspiros e soluços". Em uma carta datada de 23 de março de 1849, Poe enviou o poema que escreveu a Richmond dizendo: "Acho que os versos de 'For Annie' (os que agora envio) são os melhores que já escrevi".
Nancy Richmond mudaria oficialmente seu nome para Annie após a morte do marido em 1873. Um grande marcador de granito foi erguido para Poe na histórica casa de Heywood, em Westford, Massachusetts, onde ele ficou. Annie L. Richmond está enterrada em um cemitério de Lowell, Massachusetts com seu marido Charles.

## The Happiest Day (1827)
"The Happiest Day", ou "The Happiest Day, the Happiest Hour", é um poema de seis quadras. Foi publicado pela primeira vez como parte da primeira coleção de Poe, Tamerlane and Other Poems. Poe pode ter escrito enquanto servia no exército. O poema discute uma perda de juventude de autopiedade, embora tenha sido escrito quando Poe tinha cerca de 19 anos.
Um poema quase idêntico chamado "Original", escrito pelo irmão de Poe, William Henry Leonard Poe foi publicado pela primeira vez na edição de 15 de setembro de 1827 da North American. Acredita-se que Poe escreveu o poema e o enviou a seu irmão, que o enviou à revista. T. O. Mabbott sentiu que o valor bastante morno dessa versão levemente editada do poema sugere que eles foram feitos por William Henry, embora talvez com a aprovação de Edgar.

## Hymn (1835)
Este poema de 16 linhas foi cantado pelo personagem-título no conto de Poe, Morella, publicado pela primeira vez em abril de 1835 no Southern Literary Messenger. Mais tarde, foi publicado como um poema independente como "A Catholic Hymn" na edição de 16 de agosto de 1845 do Broadway Journal. O poema se dirige à Mãe de Deus, agradecendo-lhe por ouvir suas orações e implorando por um futuro brilhante. Quando foi incluído na coleção The Raven and Other Poems, foi agrupado em uma grande estrofe. Em uma cópia dessa coleção que ele enviou a Sarah Helen Whitman, Poe riscou a palavra "católico".
O compositor coral Jonathan Adams incluiu "Hymn" como parte de seu Three Songs from Edgar Allan Poe, escritas para coro e piano em 1993.

## Imitation (1827)
O poema "Imitation" foi publicado pela primeira vez na coleção inicial de Poe, Tamerlane and Other Poems. O poema de 20 linhas é composto de dísticos rimados, onde o falante compara sua juventude a um sonho, à medida que sua realidade se torna cada vez mais difícil. Foi considerado potencialmente autobiográfico, escrito durante o aprofundamento das tensões no relacionamento de Poe com seu pai adotivo John Allan.
Após várias revisões, este poema evoluiu para o poema "A Dream Within a Dream".

## Impromptu. To Kate Carol (1845)
Kate Carol era um pseudônimo de Frances Sargent Osgood, uma mulher com quem Poe trocou bilhetes de amor publicados em jornais. Poe era casado na época, mas sua amizade com Osgood era muito pública. Este poema de quatro linhas, escrito com um tom quase juvenil, compara os belos pensamentos da mulher com seus belos olhos.
O poema, que consiste em quatro linhas, foi publicado no Broadway Journal em 26 de abril de 1845. Não estava assinado, mas o biógrafo e crítico de Poe T. O. Mabbott o atribui como Poe sem hesitação. Osgood copiou o poema e o entregou a sua amiga Elizabeth Oakes Smith com o título "À criança sem pecado". Esta cópia está agora preservada na biblioteca da Universidade da Virgínia.

## Israfel (1831)
Escrito enquanto Poe estava em West Point, "Israfel" é um poema em oito estrofes de diferentes comprimentos, que foi publicado pela primeira vez em abril de 1831 nos Poems of Edgar A. Poe. Foi re-trabalhado e republicado para a edição de agosto de 1836 do Southern Literary Messenger. Em uma introdução ao poema, Poe diz que Israfel é descrito no Alcorão como um anjo cujo coração é um alaúde e que tem "a voz mais doce de todas as criaturas de Deus". Sua música acalma as estrelas, diz o poema, enquanto o poeta terrestre é limitado em sua própria "música". O amigo de Poe, Thomas Holley Chivers, disse que "Israfil" se aproxima mais do ideal de Poe na arte da poesia.
"Israfel" varia em metros, no entanto, contém principalmente pés iâmbicos, complementados pela rima final, na qual várias das linhas de cada estrofe rimam juntas. Poe também usa aliteração frequente dentro de cada linha em qualquer estrofe.
Embora o nome "Israfel" não apareça no Alcorão, é mencionada repetidamente um anjo-trompete sem nome que se supõe identificar esta figura:
"E a trombeta será tocada, de modo que todos os que estão nos céus e todos aqueles os que estão na terra desmaiarão, exceto Alá; depois será soprado novamente, e permanecerão em espera". —Alcorão (39,68)
O poema detalha a beleza da canção sobrenatural de Israfil, enquanto estrelas e outros corpos celestes ficam paralisados em silêncio. Poe ainda faz alusão ao Islã, referenciando "Houri" como outra entidade celestial aprisionada em meio à majestade da lira de Israfil. É provável que essas referências islâmicas tenham sido usadas para dar ao trabalho uma sensação exótica. O poema termina com o autor se perguntando se, se seus lugares eram trocados, ele poderia criar uma melodia mais ousada de sua lira do que Israfil. O poema é paralelo a "Kubla Khan", de Coleridge, na música inspiradora, porém insatisfatória, de uma musa celestial.[carece de fontes?]
Hervey Allen comparou Poe a Israfil e intitulou sua biografia de 1934, Israfil: The Life and Times of Edgar Allan Poe. O poema foi gravado por Oliver King em 1890 e por Leonard Bernstein em seu Songfest de 1977.

## The Lake (1827)
Aparecendo pela primeira vez simplesmente como "The Lake" na coleção Tamerlane and Other Poems de Poe, em 1827, o título alterado apareceu em 1829, coletado em Al Aaraaf, Tamerlane and Minor Poems. O poema é uma celebração da solidão e dos pensamentos inspirados por um lago. Para a coleção de 1845, The Raven and Other Poems, Poe reformulou a primeira linha ("In youth's spring, it was my lot") para "In spring of youth it was my lot".

## Lines on Ale (1848)
Um poema simples de 8 linhas, "Lines on Ale" pode ter sido escrito por Poe para pagar sua conta de bebida. Foi descoberto na taberna de Washington, em Lowell, Massachusetts, onde foi escrito. A cópia original ficou pendurada na parede da taverna até cerca de 1920.
O poema retrata um narrador alegre que negligentemente deixa o tempo passar enquanto ele pede outro copo de cerveja, dizendo que ele irá "drenar" outro copo. Ele gosta das "visões hilariantes" e das "fantasias mais esquisitas" que entram em seu cérebro enquanto bebem.

## Lines on Joe Locke
"Lines on Joe Locke" foi um poema curto, de duas estrofes, escrito para tirar sarro de um oficial comandante durante o tempo de Poe em West Point. Poe era conhecido por seus versos engraçados sobre funcionários e professores da academia. O Tenente Locke geralmente não era querido, ou Poe tinha um ressentimento mais pessoal dele. O poema afirma que Locke "nunca se deitou" na cama, e ele era "conhecido por dedurar" (ou seja, citar cadetes para fins de disciplina).

## O, Tempora! O, Mores! (1825?)
O manuscrito original de Poe, "O, Tempora! O, Mores!" foi perdido. Foi publicado pela primeira vez por Eugene L. Didier em sua própria No Name Magazine, em outubro de 1889.
Este poema, sendo principalmente um golpe sarcástico contra um funcionário chamado Pitts, começa com as palavras "O, Times! O, Manners! "(Uma tradução em inglês de "O, Tempora! O, Mores!") Essa frase, comumente usada para criticar os costumes e atitudes atuais, ajuda a ilustrar a opinião de Poe de que muitos homens e políticos (durante sua vida) agem como se não tivessem boas maneiras.

## A Pæan (1831)
"A Pæan" é o título original do poema que se tornaria "Lenore". Foi publicado pela primeira vez como parte de uma coleção inicial em 1831, com apenas 11 quadras e não mencionava o nome Lenore. O nome não foi adicionado até que foi publicado como "Lenore" em fevereiro de 1843 no The Pioneer. Esta versão original do poema é tão diferente de "Lenore" que costuma ser considerada um poema completamente diferente. Ambos são geralmente coletados separadamente em antologias.

## Poetry (1824)
Esse poema, provavelmente incompleto, nunca foi publicado na vida de Poe. Suas duas linhas foram encontradas escritas em uma página de alguns dos registros financeiros de John Allan. Este é o manuscrito sobrevivente mais antigo nas mãos de Poe.

## Romance (1829)
"Romance" apareceu pela primeira vez como "Preface" na coleção de 1829, Al Aaraaf, Tamerlane, and Minor Poems e, em 1831, como "Introduction" em Poems By Edgar A. Poe. O título tornou-se "Romance" na edição de 25 de fevereiro de 1843 do Philadelphia Saturday Museum. As primeiras versões faziam alusão ao álcool com frases como "embriaguez da alma". No poema, o falante se refere a algum pássaro exótico que esteve com ele a vida toda. Ele também diz: "I could not love except where Death / Was mingling his with Beauty's breath", um verso frequentemente denominado autobiográfico, pois muitas das mulheres na vida amorosa de Poe estavam doentes (um amor precoce que Jane Stanard morreu de tuberculose, assim como sua esposa Virginia; também, seu amor posterior Sarah Helen Whitman teve um coração fraco, etc.).

## Serenade (1833)
Esta serenata é direcionada à beleza da natureza intocada, bem como a um amante sem nome. Foi publicado pela primeira vez na edição de 20 de abril de 1833 do Baltimore Saturday Visiter com o nome "E. A. Poe". O poema nunca foi compilado em nenhuma das antologias de Poe durante sua vida e foi redescoberto por John C. French em 1917. Este poema contém extensos exemplos de alusões da mitologia grega para fortalecer os temas da "beleza da natureza intocada".

## Silence (1839)
Não deve ser confundido com o conto de Poe "Silence: A Fable". "Silence – A Sonnet" foi publicado pela primeira vez em 4 de janeiro de 1840, no Philadelphia Saturday Courier. Após algumas revisões, foi republicado no Broadway Journal em 26 de julho de 1845. O poema compara o mar e a costa com o corpo e a alma. Há uma morte do corpo que é o silêncio, diz o orador, que não deve ser lamentado. Ele, no entanto, adverte contra a morte silenciosa da alma.

## The Sleeper (1831)
O poema que se tornaria "The Sleeper" passou por muitas versões revisadas. Primeiro, na coleção de 1831, Poems of Edgar A. Poe, apareceu com 74 linhas como "Irene". Tinha 60 linhas quando foi publicado no Philadelphia Saturday Courier em 22 de maio de 1841. Poe a considerou uma de suas melhores composições, de acordo com uma nota que ele enviou ao colega autor James Russell Lowell em 1844. Como muitas das obras de Poe, o poema se concentra na morte de uma mulher bonita, uma morte com a qual o narrador de luto luta para lidar, considerando a natureza da morte e da vida. Algumas linhas parecem ecoar o poema "Christabel", de Samuel Taylor Coleridge, um poeta conhecido por ter tido uma forte influência na poesia de Poe.
Poe classificou "The Sleeper" como um poema "superior". Ele escreveu a um admirador: "Nas qualidades mais altas da poesia, é melhor que 'The Raven'—mas não há um homem em um milhão que possa ser levado a concordar comigo nessa opinião".

## Song (1827)
"Song" é um poema publicado pela primeira vez em Tamerlane and Other Poems em 1827, o orador fala de um antigo amor que viu de longe no dia do casamento. Um rubor na bochecha, apesar de toda a felicidade ao seu redor, mostra uma vergonha escondida por ter perdido o amor do falante.
Acredita-se que faça referência ao amor adolescente perdido de Poe, Sarah Elmira Royster, que interrompeu seu noivado com Poe, provavelmente devido a seu pai. Em vez disso, casou-se com o rico Alexander Shelton. Nesse caso, Poe estava tendo uma licença poética: ele não estava em Richmond na época do casamento dela.

## Sonnet — To Science (1829)
"To Science", ou "Sonnet – To Science", é um soneto inglês tradicional de 14 linhas que diz que a ciência é inimiga do poeta porque tira os mistérios do mundo. Poe estava preocupado com o influxo recente da ciência moderna e das ciências sociais e como potencialmente minava as crenças espirituais.

## Sonnet — To Zante (1837)
Um soneto shakespeariano, foi publicado pela primeira vez na edição de janeiro de 1837 do Southern Literary Messenger . O poema elogia a beleza da ilha Zante. As duas últimas linhas, escritas em italiano, também são usadas no poema anterior de Poe "Al Aaraaf".

## Spirits of the Dead (1827)

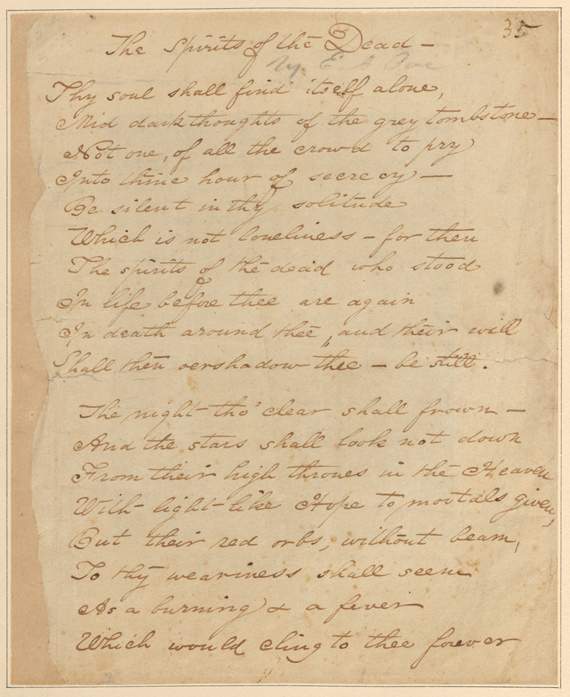
Manuscrito original de uma revisão de "Spirits of the Dead" na caligrafia de Poe

"Spirits of the Dead (1827)" foi inicialmente intitulado "Visits of the Dead" quando foi publicado na coleção de 1827, Tamerlane and Other Poems. O título foi alterado para a coleção de 1829, Al Aaraaf, Tamerlane and Minor Poems. O poema segue um diálogo entre um falante morto e uma pessoa que visita seu túmulo. O espírito diz à pessoa que aqueles que conhecemos na vida também cercam a pessoa na morte.

## Spiritual Song (1836)
Um poema, provavelmente incompleto, foi encontrado na mesa de Poe nos escritórios do Southern Literary Messenger em 1908. Acredita-se que o manuscrito remonta a 1836; apenas três linhas são conhecidas.

## Stanzas (1827)
O título "Stanzas" foi atribuído a este poema sem título, originalmente publicado em Tamerlane and Other Poems em 1827. Outro poema com o título "Stanzas" foi publicado na Graham's Magazine em dezembro de 1845 e assinado "P." Foi atribuído a Poe com base em uma cópia de propriedade de Frances Osgood, na qual ela havia anotado notas.

## To —— (1829)
Este título refere-se a dois poemas com o mesmo nome. Um começa com a frase "The bowers whereat, in dreams, I see". O outro começa "Should my early life seem". Ambos apareceram pela primeira vez no Al Aaraaf, Tamerlane, and Minor Poems, em 1829. O primeiro, composto por 12 linhas, foi republicado na edição de 20 de setembro de 1845 do Broadway Journal e trata da perda do orador, o que o deixa com "uma mente fúnebre". O poema, apesar de muitas republicações, nunca teve revisões significativas. O segundo "To ——" foi republicado na edição de dezembro de 1829 do Yankee and Boston Literary Gazette, depois de ser reduzido de 40 linhas para 13.

## To —— (1833)
Este poema começa com a frase "Durma, durma mais uma hora" e apareceu pela primeira vez no Baltimore Saturday Visiter, em 11 de maio de 1833. Tem como assinatura "TAMERLANE" (assim como o poema "Fanny", que seria publicado no mesmo periódico uma semana depois) e endereçado a uma mulher anônima. É essencialmente uma canção de ninar.

## To —— —— (1829)
Outro dos vários poemas de Poe endereçados a uma pessoa cujo nome não foi mencionado. Mais tarde, foi renomeado para "To Marie Louise" por Marie Louise Shew, uma mulher que ajudou a esposa de Poe momentos antes de sua morte.

## To F——
O poema foi publicado pelo Broadway Journal duas vezes em 1845 — uma vez na edição de abril, depois reduziu para quatro linhas na edição de 6 de setembro com o título mais revelador "To Frances." Referindo-se a Frances S. Osgood, o orador discute o caos e os problemas de sua vida e como eles são acalmados pelos sonhos dessa mulher que ele está abordando.

## To F——s S. O——d (1835/1845)
Originalmente chamado "To Elizabeth", dedicado à prima de Poe, Elizabeth Herring, e escrito em um álbum dela. Foi publicado em uma versão revisada na edição de setembro de 1835 do Southern Literary Messenger como "Lines Written in an Album" e aparentemente endereçado a Eliza White. White era a filha de Thomas Willis White, então com 18 anos, enquanto ele trabalhava no Messenger. Poe pode ter considerado um relacionamento com ela antes de se casar com sua prima Virginia. Uma história sugere que a mãe de Virginia, Maria, acelerou o casamento de Poe com Virginia, a fim de impedir o envolvimento de Poe com Eliza White. O aprendiz de T. W. White na velhice diria mais tarde que Poe e Eliza eram nada além de amigos.
O poema foi renomeado para o ambíguo "To —" na edição de agosto de 1839 da Burton's Gentleman's Magazine. Com pequenas revisões, foi finalmente renomeado em homenagem a Frances Sargent Osgood e publicado na coleção The Raven and Other Poems, de 1845.

## To Helen (1831)
O manuscrito original foi enviado a Sarah Helen Whitman em 1848. Foi publicado como "To —— —— ——" na edição de novembro do mesmo ano da Union Magazine. Tornou-se o segundo dos poemas de "To Helen" de Poe quando publicado como "To Helen" na edição de 10 de outubro de 1849 do New York Daily Tribune.

## To Isaac Lea (1829)
"To Isaac Lea" é um poema inacabado, supostamente escrito em maio de 1829. Sabe-se que apenas quatro linhas existem. Parece vir de uma carta Poe escreveu a Isaac Lea, observou como um parceiro de publicação na Filadélfia que estava interessado em história natural, especialmente conquiliologia. Poe atribuiria seu nome ao The Conchologist's First Book dez anos depois.

## To Octavia (1827)
Um manuscrito inédito e sem título, uma data na parte inferior da cópia original ("1 de maio de 1827") parece ter sido escrita por alguém que não seja Poe. A data é questionável por esse motivo. O poema, que pode estar incompleto, conta que o amor não correspondido do orador por Octavia é tão forte que nem mesmo a "inteligência, o vinho e os amigos" podem distraí-lo.

## To One in Paradise (1833)
"To One in Paradise" foi publicado pela primeira vez sem título, como parte do conto "The Visionary" (mais tarde renomeado "The Assignation"). Ele foi remasterizado para "To Ianthe in Heaven" e depois para "To One Beloved" antes de ser nomeado "To One in Paradise" no Saturday Museum de 25 de fevereiro de 1843.
O poeta modernista William Carlos Williams considerou "To One in Paradise" um dos seus mais preferidos poemas.
O poema inspirou uma música composta por Arthur Sullivan. "To One in Paradise" foi publicado postumamente em 1904 e escrito para uma voz tenor com piano. É também a base da música "To One in Paradise" no álbum de Alan Parsons Project 1976, Tales of Mystery and Imagination.

## To The River —— (1828)
Publicado pela primeira vez em Al Aaraaf, Tamerlane, and Minor Poems, também foi incluído na coleção de 1845 The Raven and Other Poems.

## A Valentine (1846)
Publicado pela primeira vez na edição de 21 de fevereiro de 1846 do New York Evening Mirror, "A Valentine" foi escrito especificamente para Frances Sargent Osgood, cujo nome está oculto nos versos do poema. Em sua primeira publicação, tinha o título "To Her Whose Name Is Written Below". Para encontrar o nome, basta observar a primeira letra do primeiro verso, depois a segunda letra da segundo verso, depois a terceira letra do terceiro verso e assim por diante. Antes de sua publicação, foi apresentado em um salão literário privado na casa de Anne Lynch Botta em 14 de fevereiro de 1846. Embora Poe não estivesse presente, foi uma revelação muito pública de sua afeição por Osgood.

## The Valley of Unrest (1831)
Embora publicado pela primeira vez como "The Valley Nis" em Poems by Edgar A. Poe em 1831, esse poema foi remasterizado para a versão "The Valley of Unrest", agora antologizada. Em sua versão original, o orador pergunta se todas as coisas amáveis estão distantes, e que o vale é parte Satanás, parte anjo e um grande coração partido. Ele menciona uma mulher chamada "Helen", que pode realmente se referir a Jane Stanard, um dos primeiros amores de Poe e mãe de uma amiga.
O poema foi renomeado "The Valley of Unrest" na edição de abril de 1845 da American Review. Esta versão do poema é mais curta e bastante diferente de seu antecessor, não tendo qualquer menção a "Helen".

## Lista cronologicamente ordenada dos poemas de Edgar Allan Poe
- 1824	Poetry
- 1825?	O, Tempora! O, Mores!
- 1827	A Dream
- 1827	Evening Star
- 1827	The Happiest Day
- 1827	Imitation
- 1827	The Lake
- 1827	Song
- 1827	Spirits of the Dead
- 1827	Stanzas
- 1827	Tamerlane
- 1827	To Margaret
- 1827	To Octavia
- 1828	To M——
- 1828	To The River ——
- 1829	An Acrostic
- 1829	Al Aaraaf
- 1829	Alone
- 1829	Elizabeth
- 1829	Fairy-Land
- 1829	Romance
- 1829	Sonnet — To Science
- 1829	To ——
- 1829	To —— ——
- 1829	To Isaac Lea
- 1831	The City in the Sea
- 1831	Israfel
- 1831	A Pæan
- 1831	The Sleeper
- 1831	To Helen
- 1831	The Valley of Unrest
- 1833	The Coliseum
- 1833	Enigma
- 1833	Fanny
- 1833	Serenade
- 1833	To ——
- 1833	To One in Paradise
- 1835	Hymn
- 1836	Spiritual Song
- 1837	Bridal Ballad
- 1837	Sonnet — To Zante
- 1839	The Haunted Palace
- 1839	Silence
- 1843	The Conqueror Worm
- 1843	Eulalie
- 1843	Lenore
- 1844	Dream-Land
- 1845	The Divine Right of Kings
- 1845	Epigram for Wall Street
- 1845	Impromptu. To Kate Carol
- 1845	The Raven
- 1845	To F——
- 1846	A Valentine
- 1847	Beloved Physician
- 1847	Deep in Earth
- 1847	To M. L. S——
- 1847	To Marie Louise
- 1847	To Miss Louise Olivia Hunter
- 1847	Ulalume
- 1848	The Bells
- 1848	Eldorado
- 1848	An Enigma
- 1848	Evangeline
- 1848	Lines on Ale
- 1848	To Helen
- 1849	Annabel Lee
- 1849	A Dream Within A Dream
- 1849	For Annie
- 1849	To My Mother
- 1835/45	To F——s S. O——d
- ?	Lines on Joe Locke